# Mistrzostwa Europy U-17 w Piłce Nożnej Kobiet 2024 (eliminacje)/Runda 1 Grupa A3
W Grupie A3 eliminacji do Mistrzostw Europy U-17 2024 brały udział następujące zespoły:
- Francja U-17
- Słowenia U-17
- Szkocja U-17
- Włochy U-17

## Stadiony
Na podstawie:
| Cosenza                      | Mapa miast-gospodarzy | Cosenza      |
| ---------------------------- | --------------------- | ------------ |
| Stadio San Vito-Gigi Marulla | Cosenza               | ?            |
| Pojemność: 20 987            | Cosenza               | Pojemność: ? |
|                              | Cosenza               |              |

## Tabela
| Reprezentacja | M | W | R | P | Br+ | Br- | +/- | Pkt. |
| ------------- | - | - | - | - | --- | --- | --- | ---- |
| Francja U-17  | 3 | 3 | 0 | 0 | 15  | 3   | +12 | 9    |
| Włochy U-17   | 3 | 1 | 1 | 1 | 9   | 6   | +3  | 4    |
| Szkocja U-17  | 3 | 1 | 1 | 1 | 5   | 6   | -1  | 4    |
| Słowenia U-17 | 3 | 0 | 0 | 3 | 1   | 15  | -14 | 0    |

## Wyniki
| 9 października 2023 11:00 CET | Francja U-17 · Graziani 28' · Rouquet 33' · Bacoul-Juillard 83' | 3:0(2:0)Raport | Szkocja U-17 | Cosenza Sędzia: Marisca Overtoom |
|                               |                                                                 |                |              |                                  |

| 9 października 2023 16:00 CET | Włochy U-17 · Ferraresi 6', 57' · Ventriglia 48', 72' | 4:0(1:0)Raport | Słowenia U-17 | Stadio San Vito-Gigi Marulla, Cosenza Sędzia: Miriama Bočková |
|                               |                                                       |                |               |                                                               |

| 12 października 2023 11:00 CET | Słowenia U-17 · Osolnik 43' | 1:3(1:1)Raport | Szkocja U-17 · 13' Gray · 54', 65' Martin | Cosenza Sędzia: Miriama Bočková |
|                                |                             |                |                                           |                                 |

| 12 października 2023 17:00 CET | Francja U-17 · Ouazar 23' · Tene 43', 45+5' · Graziani 86' | 4:3(3:2)Raport | Włochy U-17 · 17' Galli · 30' Romanelli · 66' (k) Ferraresi | Stadio San Vito-Gigi Marulla, Cosenza Sędzia: Ioanna Allayiotou |
|                                |                                                            |                |                                                             |                                                                 |

| 16 października 2023 11:00 CET | Słowenia U-17 | 0:8(0:1)Raport | Francja U-17 · 38' Rafalski · 53', 77', 83' Abdourahim · 69' Sylejmani · 75' Ouazar · 90+1', 90+3' Gay | Cosenza Sędzia: Ioanna Allayiotou |
|                                |               |                | |                                   |

| 16 października 2023 11:00 CET | Szkocja U-17 · Berry 53' · Martin 59' | 2:2(0:1)Raport | Włochy U-17 · 5' Ventriglia · 88' Ferraresi | Stadio San Vito-Gigi Marulla, Cosenza Sędzia: Marisca Overtoom |
|                                |                                       |                |                                             |                                                                |

## Strzelczynie

### 4 gole
- Eleonora Ferraresi

### 3 gole
- Auryane Abdourahim
- Sophia Martin
- Rosanna Ventriglia

### 2 gole
- Ornella Graziani
- Ambre Ouazar
- Djenna-Léna Tene

### 1 gol
- Kentissia Bacoul-Juillard
- Lina Gay
- Romane Rafalski
- Justine Rouquet
- Léa Sylejmani
- Ula Osolnik
- Laura Berry
- Cara Gray
- Giulia Galli
- Martina Romanelli